# Örjan Wallqvist
Örjan Wallqvist, född 4 december 1928 i Motala, död 26 mars 2008 i Stockholm, var en svensk socionom, journalist, chefredaktör.

## Biografi
Wallqvist påbörjade sin journalistbana på tidningen Arbetaren 1949-55 och därefter Morgon-Tidningen och gamla Stockholms-Tidningen 1958-66. Mellan 1966 och 1968 var han chefredaktör för tidningen Vi. Under tiden på Vi fick Wallqvist 1967 Stora journalistpriset.
När Wallqvist lämnade Vi påbörjade han en lång karriär inom public service. Han var först chef för TV2 under tio års tid och därefter var han chef för Sveriges Radio från 1978 till 1993. Wallqvist var ordförande i Publicistklubben under åren 1975 till 1978. Han var dessutom under några år vice ordförande i Europeiska radio- och TV-unionen (EBU). Övriga engagemang omfattade bland annat Styrelsen för psykologiskt försvar och styrelsen för Radio- och TV-verket (1997–2004).